# Erdbeben zwischen Yuanping und Dai in Shanxi 512
Das Erdbeben zwischen Yuanping und Dai in Shanxi 512 ereignete sich am 23. Mai des Jahres 512 in der Zeit der Nördlichen Wei-Dynastie zwischen Yuanping und Dai in der Provinz Shanxi, China. Das Weishu berichtet in seinem 112. Kapitel (juan) von 5310 Toten und 2722 Verletzten. 
Aufgrund der verursachten Schäden ließ sich abschätzen, dass das Beben im Epizentrum die Stärke von X auf der Mercalli-Skala erreichte. Darauf basierende Berechnungen ergaben eine Magnitude von 7,5.